# Relacions entre Angola i el Brasil
Les relacions entre Angola i el Brasil es refereix a les relacions bilaterals històriques i actuals entre la República d'Angola i la República Federal del Brasil. Brasil fou el primer país en reconèixer la independència d'Angola, en novembre de 1975. Els llaços comercials i econòmics dominen la relació de cada país. Els dos països són antigues colònies de l'Imperi Portuguès; el Brasil de principis del segle xvi fins a la seva independència en 1822 i Angola fins a la seva independència el 1975.

## Relacions econòmiques i comercials
Degut a la seva condició d'antigues colònies portugueses i al comerç atlàntic d'esclaus, el Brasil i Angola tenen una llarga i significativa història de les relacions econòmiques.

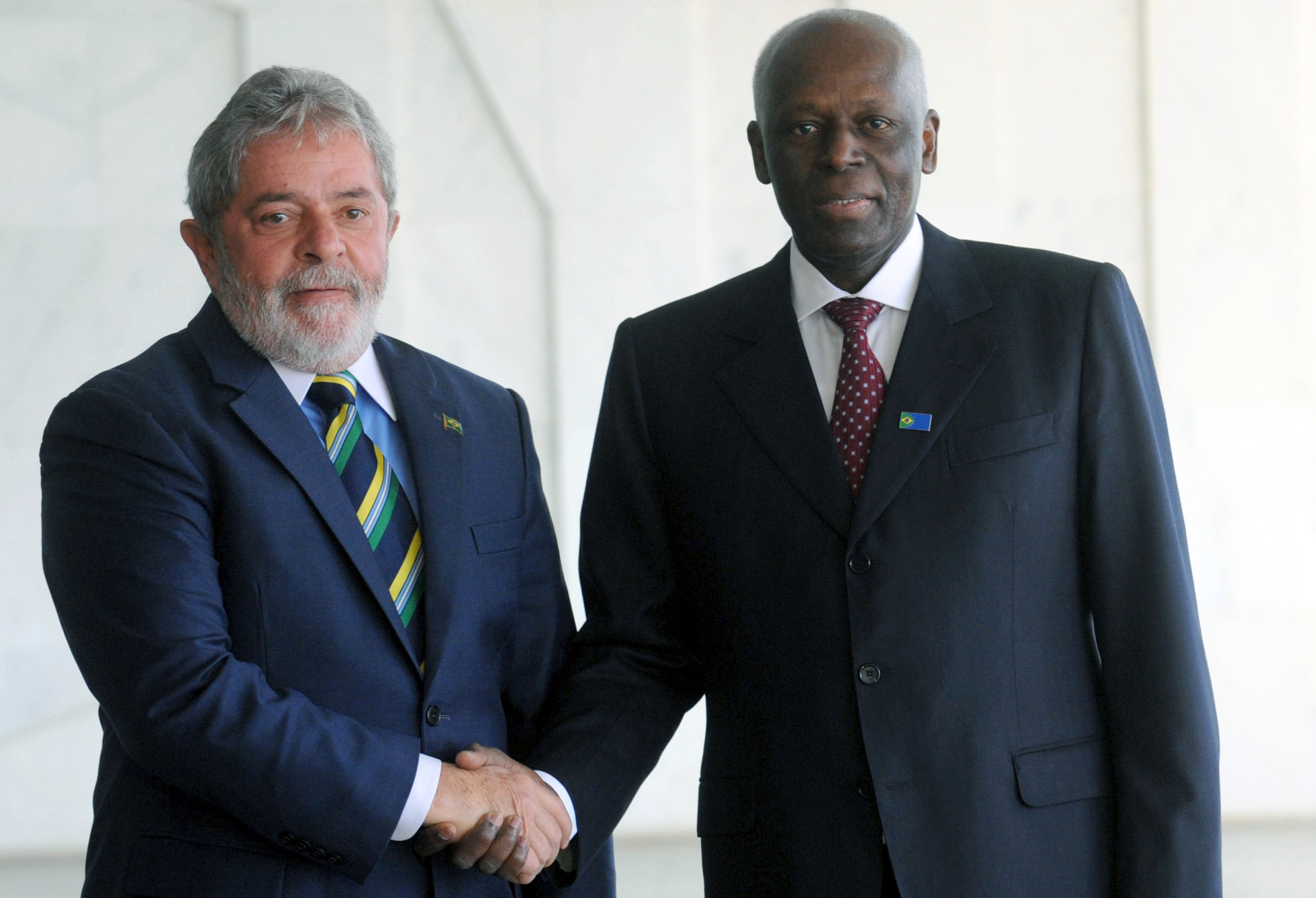
Els presidents Luiz Inácio Lula da Silva (Brasil) i José Eduardo dos Santos (Angola) durant una trobada a Brasília, juny de 2010.

En 1646 el religiós jesuïta Gonçalo João va exposar de forma succinta la importància de la relació econòmica entre el Brasil i Angola: "Sense Angola, el Brasil no existeix". Angola era la major font d'esclaus del Brasil, qui era, fora de les nombroses colònies europees a les Amèriques, el més gran importador individual d'esclaus durant el comerç atlàntic d'esclaus. Dos terceres parts dels esclaus al Brasil eren originaris de la zona d'Angola-Congo. Rio de Janeiro depenia de l'afluència constant d'esclaus d'Angola per treballar a les plantacions de canya de sucre i per a la re-exportació a Buenos Aires a canvi de plata.
Les exportacions del Brasil a Angola a canvi d'esclaus eren  farina d'arrel de iuca i cachaça.
Durant l'ocupació holandesa d'Angola a principis de segle xvii el Brasil i Portugal va actuar plegats com a "co-colonitzadors" en els seus esforços per recuperar el territori. L'historiador brasiler Luiz Felipe Alencastro suggereix que aquest període històric crític cimentà els lligams la connexió del Brasil a Angola durant la durada del tràfic d'esclaus, i que la construcció del Brasil es va produir alhora que la destrucció dels regnes indígenes d'Angola.
Després que la flota de Salvador Correia de Sá e Benevides de Rio de Janeiro va reeixir en expulsar els holandesos d'Angola en 1648, Angola va quedar essencialment sota domini brasiler, per tal d'"assegurar la continuar l'esclavatge al Brasil durant més de dos segles". De Sá entenia de manera similar la dependència econòmica del Brasil amb Angola i la seva conseqüent importància per a Portugal, i es diu que va dir que "aquest bastió [és a dir, Angola] el Brasil no pot sobreviure, ni Portugal pot sobreviure sense el Brasil".
Les relacions comercials entre Angola i el Brasil començaren a créixer en 2000. Angola exporta a Brasil principalment petroli (per un valor de 460 milions de dòlars en 2006). La presència d'empreses brasileres a Angola és significativa, ja que constructores com Odebrecht, que durant la guerra civil participà en la construcció de la principal hidroelèctrica angolesa, Camargo Corrêa, Andrade Gutierrez i Queiroz Galvão signaren en els darrers anys grans contractes per a l'execució d'obres públiques al país africà, la infraestructura del qual fou arrabassada pels 27 anys de conflicte. Alhora, aquestes empreses han estat assenyalades pels opositors al govern, ja que les consideren còmplices de corrupció i de desviament de pressupostos públics.
Com la manca de treballadors qualificats a Angola és gran, les empreses han recorregut a professionals brasilers per concloure els encàrrecs. Actualment hi ha més de 25.000 treballadors del Brasil al país.
La TAAG Angola Airlines és l'única aerolínia que realitza vols regulars entre Angola i Brasil, operant les rutes Luanda-Rio de Janeiro i Luanda-São Paulo.

## Llaços demogràfics i històrics
Les relacions econòmiques entre Angola i Portugal mai havia estat tan fortes com entre el Brasil i Angola, i la influència portuguesa va ser mínima a començament del segle xix, usurpada pel control brasiler del tràfic d'esclaus. Els fills de l'elit angolesa sovint eren enviats per ser educats a Rio de Janeiro i no pas a Lisboa. Després de la independència del Brasil el 1822 hi havia un desig entre algunes comunitats de Luanda i Benguela de declarar la independència de Portugal i formar una confederació amb el Brasil. Al final aquests plans van fracassar a causa de la pressió diplomàtica de Gran Bretanya que no volia veure l'establiment d'un nou imperi al sud de l'Atlàntic, i per més forta pressió política dels angolesos que estaven alineats amb Lisboa. A més, una de les estipulacions de la independència del Brasil de Portugal era una clàusula per la que el Brasil es va comprometre a no acceptar el control directe sobre qualsevol territori lusoafricà.
Quan Angola va obtenir la independència de Portugal en 1975, molts dels colons portuguesos i residents negres i mestissos de l'antiga colònia emigraren al Brasil i a Portugal.